# 恵那文化センター
恵那文化センター（えなぶんかセンター）は、岐阜県恵那市にある複合文化施設。恵那文化会館、恵那市中央公民館、恵那市こども元気プラザで構成されている。1984年に文化会館と中央公民館、恵那市図書館とで開館した。市図書館は、2007年に市内別地に移転し恵那市中央図書館となり、旧図書館跡に2008年1月18日恵那市こども元気プラザがオープンした。

## 施設

### 恵那文化会館
- 大ホール 912席
  - ワンスロープ方式
  - 固定席898席
  - 母子室6席
  - 車椅子席8席
- 展示室
- 会議室
- 練習室（1 - 3）
- リハーサル室
- 楽屋（1 - 4）

### 恵那市中央公民館
- 集会室（300人収容）
- 多目的研修室
- 和室
- 会議室（1 - 3）
- 視聴覚室
- 調理実習室
- 楽屋（1、2）

### 恵那市こども元気プラザ
- 子育て支援センター
- 発達相談窓口
- ファミリーサポートセンター
- りんごのほっぺ（乳幼児サロン）

### 開館時間
- 文化会館・中央公民館
  - 9：00から22：00
- こども元気プラザ
  - 9：00から18：00

### 休館日
- 文化会館・中央公民館
  - 月曜日（祝日の場合は翌日）
  - 12月28日から1月3日
- こども元気プラザ
  - 日・月曜日（祝日の場合は開館）・祝日の翌日・年末年始

## 交通機関
- JR中央本線・明知鉄道明知線 恵那駅から徒歩15分。
- 中央自動車道恵那インターチェンジから車で5分。

## 周辺
- 恵那市立長島小学校
- 国道19号
- 恵那市役所